# Hypophthalmichthys harmandi
Hypophthalmichthys harmandi är en fiskart som beskrevs av Sauvage, 1884. Hypophthalmichthys harmandi ingår i släktet Hypophthalmichthys och familjen karpfiskar. IUCN kategoriserar arten globalt som otillräckligt studerad. Inga underarter finns listade i Catalogue of Life.